# Cryptopalpus harpezus
Cryptopalpus harpezus är en tvåvingeart som beskrevs av Henry J. Reinhard 1952. Cryptopalpus harpezus ingår i släktet Cryptopalpus och familjen parasitflugor. Inga underarter finns listade i Catalogue of Life.